# Tension (Kylie Minogue-dal)
A Tension című dal az ausztrál Kylie Minogue második kimásolt kislemeze 16. Tension című 16. stúdióalbumáról. A dal 2023. augusztus 31-én jelent meg a BMG Rights Management, és a Darenote kiadó által. A dalt Minogue, Anya Jones, Camille Purcell, Jon Green, Duck Blackwell és Richard Stannard írták. A dal azután fogant meg, hogy Minogue, Blackwell, Green és Stannard különböző dalokon dolgozott Surrey-ben és megkérték Purcellt ÉS Jonest, hogy segítsenek nekik új anyaggal.
Zeneileg a "Tension" egy elektronikus táncműfajt egyesít, beleértve a klubzenét, a dance-popot, a house-t, és az elektropopot. A dalt Minogue egyik legkisérletesebb kompozíciójaként tartják számon. Líraileg a szexuális vágyról, és a partner iránti szexuális vonzalomról szól. Megjelenésekor a "Tension2 pozitív kritikákat kapott a zenekritikusoktól előremutató hangzása, produkciós stílusa, és általános hangzása miatt, de kevesen voltak ambivalensek a lírai tartalmát és az énekteljesítményét illetően. Ennek ellenére a dal felkerült a Genius és a Rolling Stone India év végi listáira, valamint jelölték az év dala kategóriájában a 2024-es ARIA Awards díjkiosztón.
Kereskedelmi szempontból Ausztráliában, Lettországban, Máltán, Új-Zélandon, Nicaraguában, és az Egyesült Királyságban a komponenslisták első tíz helyezettje közé került. A klipet Sophie Muller rendezte, amelyben Minogue különböző ruhákban szerepelt egy neofuturisztikus díszletben, és pozitív kritikákat kapott a publikációktól. A dal népszerűsítése érdekében megjelent Minogue elő szettjein, beleértve a More Than Just a Residency című műsorának listáját is. Megjelenése óta vírusos jelenséggé vált a közösségi médiában, és az LMBT közösség figyelemre méltó meleghimnuszává vált.

## Előzmények
2023. augusztus 30-án a "Tension" album első kislemezének a Padam Padam címűnek a megjelenését követően Minogue bejelentette  második kislemezét, mely augusztus 31-én jelent meg az album következő kislemezeként.
2022 augusztusában Minogue Surreybe utazott régi munkatársaival, Duck Blackwell-lel, Jon Green-nel, Richard "Biff" Stannarddal, és Minogue A&R képviselőivel, Jamie Nelsonnal, hogy új zenét vegyen fel Minogue Tension című albumára. Az ülések után Nelson javasolta Minogue-nak, hogy dolgozzon együtt Anya Jonessal, és Camille "Kamille"  Purcell-lel, amit ő el is fogadott. Annak ellenére, hogy kezdetben megfélemlítették, Purcell lazítani kezdett Minogue körül. Együttműködésük hatásával kapcsolatban Purcell kijelentette: "Nekem és a családom számára ő volt a megszokott név, azt hiszem a DNS-em része volt, hogy tudtam a nevét és ismertem a zenéjét is". Mindannyian hozzájárultak két dal létrehozásához. Az egyik a "Things We Do for Love" volt, a másik pedig a "Tension" című dal, mely az album harmadik dalaként került fel a nagylemezre. Minogue szerint a Purcell-lel és Jones-szal való együttműködés biztosította számára azt a "női energiát" amelyre az anyaalbumhoz szüksége volt. Minogue úgy jellemezte a kezdeti demót, hogy "nem a helyén van, nem éles szöveggel, és túlzott feldolgozott énekhanggal, mely nagyon mély és klubhangzású, de ez lágyult, és finomodott a dal előrehaladtával. Megemlítette, hogy Purcell hogyan segített neki bizalmat szerezni az általuk írt dalszövegekben, különösen a "Call me Kylie-ay-ay" című sorban a felvételi folyamat során. Minogue a Zane Lowe Shoe című interjúban az összes munkatárssal beszélt a folyamatról:

"A "Tension" az egyike azoknak, amelyekről nem is igazán tudod, hogyan született. Csak rezegtünk, és az összes nyafogás, és egyéb, amit a felvételen tároltunk, szó szerint csak azt üvöltöztük, és azt mondtuk: "Ezt most mondtad? Ezt most mondtad?" – Igen, mondtam. A kanapékon ugráltunk eközben. Egy medencés házban voltunk, szóval rossz hely volt bármit is felvenni, nem igazán a felvételre gondoltunk, csak a dalírásra, és a hangulat lehűtésére, de sokminden a lemezen maradt". – Minogue a "Tension" születéséről beszél.

## Összetétel
A "Tension" 3 perc 37 másodperc hosszúságú dal, mely a klubzene, a dance-pop, a house, az elektropop elemeit ötvözi. A Shore Fire Media sajtóközleménye szerint a dal egy "táncparkett zúzódás" tele eufórikus elhagyatottsággal, és a "Padam Padam" trón természetes utódja. Ezenkívül a dal F-dúrban íródott, és sokféle hangszerelést tartalmaz, úgy mint torzított és robotizált éneket, automatikus hangolást, és zongora riffeket. Lírailag a szexuális vágyakat, és a partnerhez való szexuális vonzódást tárgyalja. A Line of Best Fit írója, Sam Franzini azzal tisztelte meg ezt a példát, hogy összehasonlította a "Padam Padam" és "Tension" témáit, melyek hasonlóak. Ky Stewart a Junkee munkatársa szerint "a belső szexuális vágy megtalálásáról, és a test felszabadításáról szól a dal, amelyet Kylie régóta szorgalmazott.
Liberty Dunworth (NME) a dalt egy "tánc ihletésű dalként" jellemezte, mely Minogue inspirációját a 90-es évek house zenéjéből és a 2000-es évek klubklasszikusaiból mutatja be, míg Alexa Camp a Slant magazintól a "Tension"-t a "legelőremutatóbbnak" nevezte, mint gondolkodó szám az albumról, összehasonlítva azt Minogue X albumának anyagával. Az Arts Desk írja, Guy Oddy úgy jellemezte, hogy "trance-euro house cracker fertőző zongora riffel", míg a Riff szerkesztője Vera Maksymiuk az eurodance elemeket jegyezte meg, mondván: "Egy kicsit játszik a formulával, különféle szinti hangokat, és egyéb elektronikus hangokat használ. Az édes dallamos versek kemény és ütős horoggal párosulnak, felidézve az elmúlt pár évtized tánczenéjét". A PopMatters írója, Peter Piatkowski és az AllMusic szerkesztője, Neil Z. Young is úgy gondolta, hogy a dal egy óda a 90-es évek house zenéjéhez, míg a Medium megjegyezte a dal "táncos zongoradallamát és könnyed táncparkett produkcióját". Hanna Mylrea a Rolling Stone-tól, a dal énekhangjait, és zengő zongora riffjeit a brit énekes Charli XCX munkájához, míg Devon Chodzin (Paste) az ausztrál producer, Dom Dolla, és a kanadai énekesnő Nelly Furtado "East Your Man" című dalához hasonlította. James Rettig a Stereogum írója a dalt egy "rángató sima táncdalnak" nevezte, amely a "Padam Padam"-mal ellentétben nem tartalmaz "mém-indukáló horgokat".

## Megjelenés és promóció

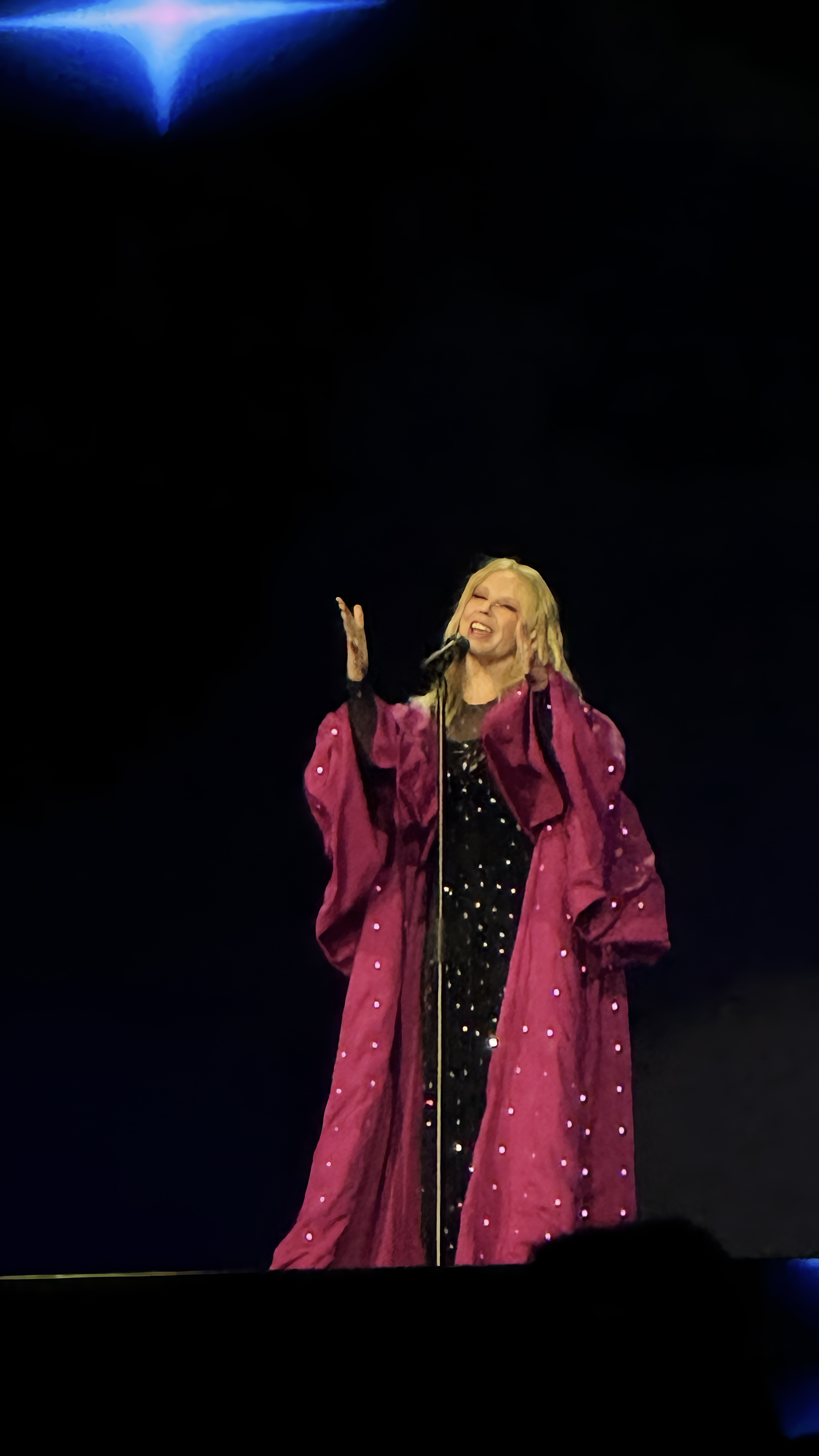
Kylie Minogue előadás közben szeptember 7-én a budapesti Sziget Fesztiválon

Augusztus 20-án Minogue egy részletet tett közzé a dalból. A BMG és Minogue kiadója, a Darenote másnap kiadta a "Tension"-t, amely az album második kislemezeként jelent meg. A kislemez borítóját a Studio Moross készítette, aki a Tension promóciós forgatását és tervezését is végezte, és a videófelvételről készült. Öt Minogue sziluettje látható különböző pózokban, mind zöldben, egy második műalkotáson minden sziluetten különböző színek láthatók. A kislemezt többféle formátumban adták ki, köztük két CD-s kislemezt, egy kazettát, és egy exkluzív digitális letöltést Minogue webáruházából, amely tartalmazza az extended változatot is. Kiadtak továbbá egy digitális változatot is, amely Chromeo, George Reid, KDA és Shadow Child remixeit tartalmazza. December 8-án pedig megjelent a kislemez bakelit változata. A dal extended változatát Minogue Extension: The Extended Mixes remixalbumára is feltették.
Minogue többször is előadta a dalt, hogy népszerűsítse. Minogue és a Tears for Fears közösen léptek fel a BBC Radio 2 című eseményen a leichesteri Victoria parkban. A fesztivál második estéjének főszereplője volt a "Tension", a "Padam Padam" és a "Hold On to NowE című dalok. Utóbbi zárásként hangzott el. Minogue előadta a "Tension" és "Padam Padam" című dalokat a Lio London 2023-as londoni divathét bemutató partiján. Szeptember 27-én Minogue a Shepherd's Bush Empire-ben egy ingyenes, korlátozott idejű koncert részeként adta elő a dalt. A dal szerepelt az An Audience with... című brit televíziós sorozat szetlistáján is. Minogue 2024. július 13-án a BST Hyde Park című show keretében adta elő a dalt, és a kritikusok elismerését is megkapta érte. Augusztus 13-án a "Tension" bekerült a budapesti Sziget Fesztiválon tartott előadásába is. A "Tension"-t szájszinkrondalként használták a RuPaul – Drag Queen leszek! című valóságshow 6. évadjában. A dalt Chanel O'Conor, Lill és Marmalade versenyzők háromutas ajak-szinkron csatájában használták, amelyben nem volt kiesési folyamat, és Lill nyert.

## Kritikák
Liberty Dunworth a New Musical Expressnek írt kritikájában a dalt egy "tánc ihletésű dalnak" írja le, miközben azt állítja, hogy Minogue ihletet merít a 90-es évek house zenéjéből, valamint a 2000-es évek klubhimnuszaiból. James Rettig a Stereogumtól a "Tension"-t úgy definiálja, mint egy sima táncdal, mely az előző kislemeztől a "Padam Padam" -tól eltérően nem tartalmaz mém-indukáló horgokat. Alexa Camp a Slant magazintól úgy nyilatkozott, hogy a "Tension" a 2007-es X című stúdióalbum anyagára emlékeztet, és ezt az új dalt az album legelőremutatóbb dalának írja le.
A "Tension" pozitív kritikákat kapott a zenekritikusoktól. Yeung (Allmusic) "érzékinek" nevezte a dalt, míg Lucy Harbon a Clash-től "játékosnak" nevezte azt. A DIY írója, Otis Robinson a dalt választotta az album csúcspontjának, miközben áttekintette az albumot, melyet "euforikusnak" nevezett. Hasonlóan, Harry Tafoya a Pitchforktól a "Tension"-t és a "Padam Padam" című dalokat emelte ki kiemelkedőként, és kijelentette: "Mindkét dal az ostoba-komoly és kemény-finom kórusok jobb oldalán landol, azzal a lázas elköteleződéssel, amely szükséges ahhoz, hogy kiakadjon, például a "Call me Kylie-lie-lie/Don't imitate-tate-tate/Cool like sorbet-et-et" szövegen, mely inkább eksztatikus, mint ügyetlen". A Guardian írója Kitty Empire úgy jellemezte a dalt, hogy "jöjjön még egy táncparkett dal". A Sydney Morning Herald szerkesztője, Annabel Ross azt írta, hogy a dal és a "Padam Padam" rivalizál a magával ragadó és a szexuális pozitivitásért, amikor Minogue váltakozva a hélium vokál és a robotos holtpont között, a club ütemek mellett".

## Videoklip
A dalhoz tartozó klip 2023. szeptember 1-én jelent meg, melyet Sophie Muller rendezett. A klipben Minogue futurisztikus környezetben látható egy irányítóteremben, aki egy hologram óriás önmagát irányítja, aki táncol. A klip úgy kezdődik, hogy Minogue besétál egy komplexumba, melyet neonok világítanak meg, majd ugyanígy távozik a videó végén.

## Számlista
Digitális letöltés/ streaming
1. "Tension" – 3:36
2. "Padam Padam" – 2:46

7" kislemez 
1. "Tension" – 3:38
2. "Tension" (Extended Mix) – 4:41

The Remixes – digital EP
1. "Tension" (Chromeo Remix) – 4:06
2. "Tension" (George Reid Remix) – 3:06
3. "Tension" (KDA Remix) – 3:15
4. "Tension" (Shadow Child Remix) – 3:36
5. "Tension" – 3:36

## Slágerlista
| Slágerlista (2023)                        | Legjobb helyezések |
| ----------------------------------------- | ------------------ |
| Argentina Anglo (Monitor Latino)          | 15                 |
| Ausztrália (ARIA)                         | 46                 |
| Australia Independent (AIR)               | 1                  |
| Canada Digital Song Sales (Billboard)     | 47                 |
| Colombia Anglo (Monitor Latino)           | 12                 |
| Croatia (HRT)                             | 28                 |
| Germany Download (Official German Charts) | 30                 |
| Guatemala Anglo (Monitor Latino)          | 15                 |
| Írország (IRMA)                           | 34                 |
| Italy Independent (Radiomonitor)          | 21                 |
| Latvia (EHR)                              | 8                  |
| Latvia Airplay (LAIPA)                    | 2                  |
| Lithuania Airplay (TopHit)                | 26                 |
| Malta (Radiomonitor)                      | 10                 |
| New Zealand Hot Singles (RMNZ)            | 10                 |
| Nicaragua Anglo (Monitor Latino)          | 2                  |
| Egyesült Királyság (UK Singles Chart)     | 19                 |
| Egyesült Királyság (UK Indie Chart)       | 5                  |
| US Hot Dance/Electronic Songs (Billboard) | 18                 |

| Slágerlista (2023)         | Legjobb helyezések |
| -------------------------- | ------------------ |
| Latvia Airplay (TopHit)    | 33                 |
| Lithuania Airplay (TopHit) | 58                 |

## Megjelenések
| Ország      | Dátum                | Formátum                     | Label        | Ref(s). |
| ----------- | -------------------- | ---------------------------- | ------------ | ------- |
| Különböző   | 2023. augusztus 31.  | Digitális letöltés streaming | Darenote BMG |         |
| Különböző   | 2023. szeptember 7.  | CD single                    | Darenote BMG |         |
| Olaszország | 2023. szeptember 9.  | Radio airplay                | Darenote BMG | [ 65 ]  |
| Különböző   | 2023. szeptember 12. | Kazetta                      | Darenote BMG |         |
| Különböző   | 2023. október 20.    | Remixes                      | Darenote BMG |         |
| Különböző   | 2023. december 8.    | 7" vinyl                     | Darenote BMG |         |